# الکساندر ارمیلوف
الکساندر ارمیلوف (روسی: Александр Борисович Ермилов؛ زادهٔ ۱۲ دسامبر ۱۹۵۴) بازیکن والیبال اهل شوروی بود.
وی در مسابقات کشوری و بین‌المللی در مجموع برندهٔ ۱ مدال طلا، ۱ مدال نقره شده‌است.